# Верхојанск
Верхојанск (рус. Верхоянск) град је у Берхојанском дискрикту, у Јакутској Републици, Русија. Налази се на реци Јани близу поларног круга, 675 километара од Јакутска. Становништво 1.311 (2010), 1.434 (2002), 1.838 (1989).

## Економија
Овај град има луку, аеродром, као и центар за узгајање ирваса.

## Клима
Верхојанск је познат по ниским зимским температурама али и по великим температурним разликама између лета и зиме. Просечне месечне температуре варирају од -45,4 °C у јануару, до +16.5 °C у јулу. Ниске температуре су испод нивоа смрзавања од октобра до априла, и варирају око +10 °C од јуна до августа, а два „прелазна“ месеца су септембар и мај. Верхојанск има екстремну субполарну климу која преовлађује због утицаја антициклона. Ово доводи до тога да је регија одсечена од топлије климе током зиме.
Верхојанск, заједно са градом Ојмјаконом, убраја у градове „хладног круга“. Најнижа температура која је овде измерена је -69,8 °C, у фебруару 1892. године. Такође 1. и 15. јануара 1885. и 9. фебруара 1982, забележена је температура од -67,7 °C, што је, заједно са истим подацима из Ојмјакона, најнижа температура измерена на северној хемисфери, ако податке из 1892. не узмемо као поуздане.

## Становништво
| 1939. | 1959. | 1970. | 1979. | 1989. | 2002. | 2010. |
| ----- | ----- | ----- | ----- | ----- | ----- | ----- |
| 1.600 | 1.410 | 1.864 | 1.709 | 1.883 | 1.434 | 1.311 |